# Байрос, Франц фон
Франц фон Ба́йрос (нем. Franz von Bayros; 28 мая 1866, Загреб — 3 апреля 1924, Вена) — австрийский художник, иллюстратор  эпохи декаданса, известный благодаря иллюстрациям "Божественной комедии" Данте и эротическим гравюрам в стиле модерн. Часто Байроса сравнивают с Обри Бёрдсли и Фелисьеном Ропсом.

## Биография
Учился в Венской академии изобразительных искусств у Эдуарда фон Энгерта. В 1904 году прошла его первая персональная выставка в Мюнхене. С 1904 по 1908 год учился в Париже и Италии. Работы Франца фон Байроса хранятся в Метрополитен-музее в Нью-Йорке. Всего художник нарисовал более 2000 иллюстраций. 

## Галерея

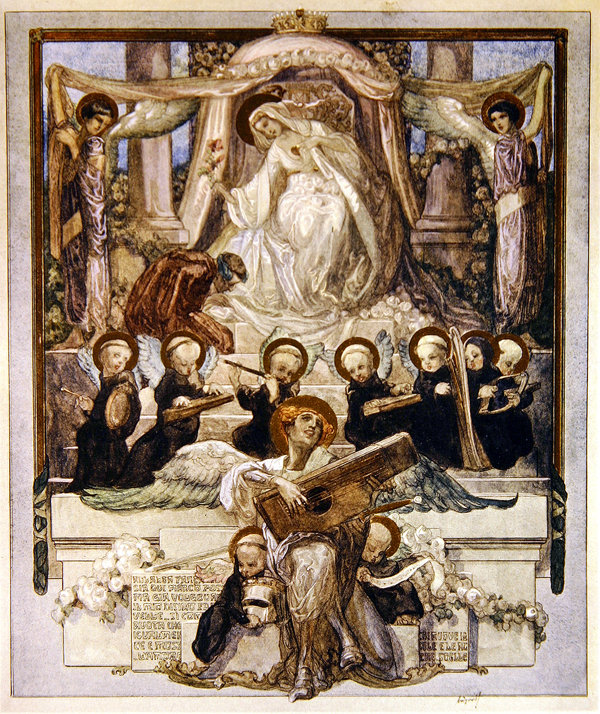
Данте. Божественная комедия. Рай. Песнь XXXIII
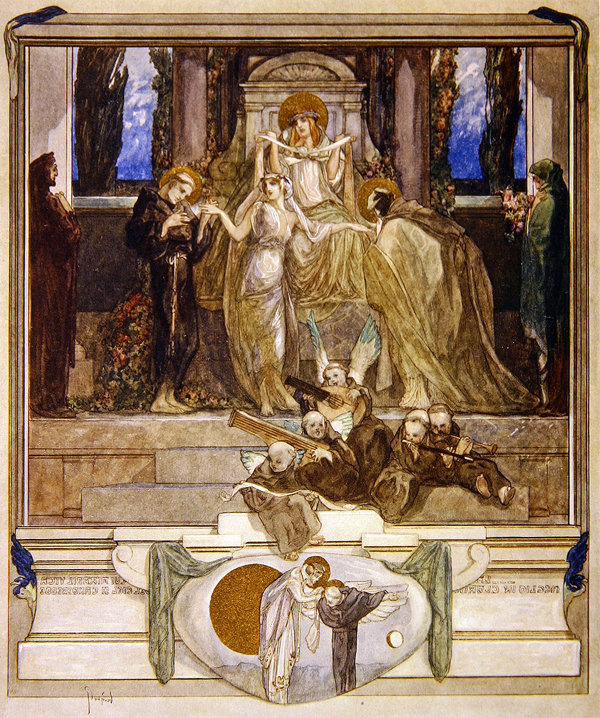
Песнь XI
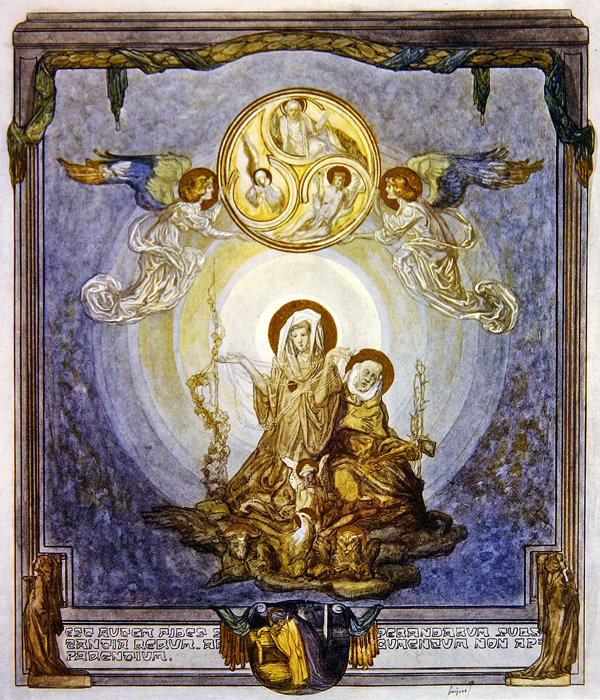
Песнь XXIV
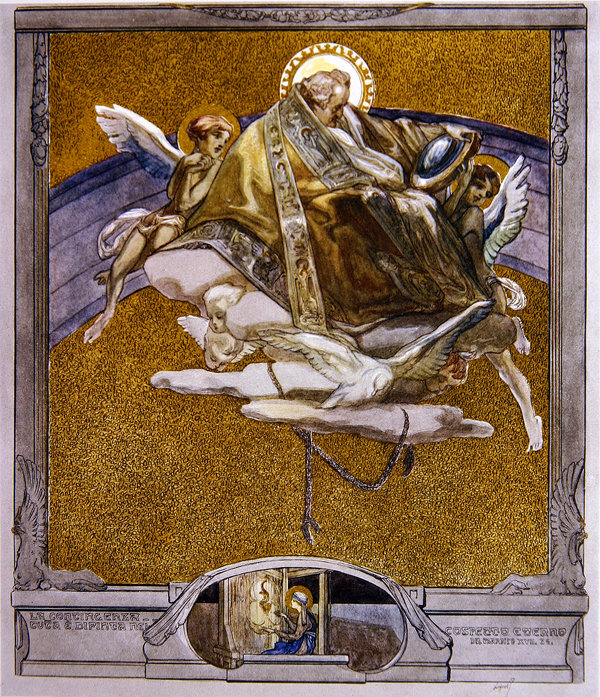
Песнь XVII
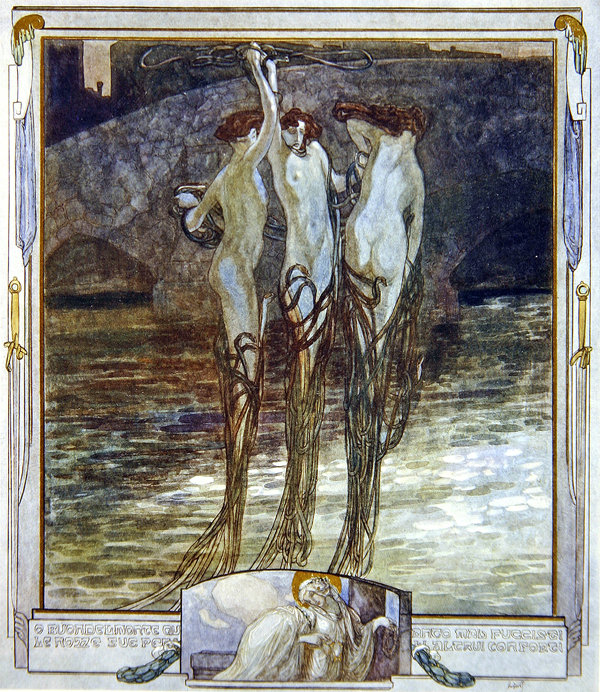
Песнь XVI
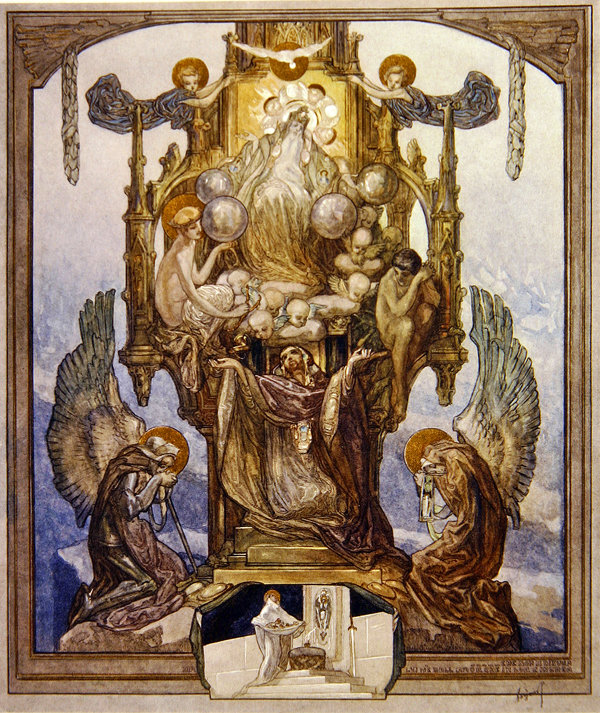
Песнь VIII